# Anton Kosmač (atlet)
Anton »Tone« Kosmač, slovenski maratonec in mizar-restavrator, * 14. december 1976.
Od leta 2010 je poklicni maratonec, član Športnega društva Marmor Hotavlje in varovanec trenerja Romana Kejžarja.
S časom 2:16:48 na zagrebškem maratonu je izpolnil normo za Olimpijske igre v Riu de Janeiru 2016. Za Slovenijo je nastopil na atletskem delu Poletnih olimpijskih iger 2016 v in osvojil 117. mesto v maratonu.